# Фигурное катание на зимних Олимпийских играх 2018 — командные соревнования
Командные соревнования в фигурном катании на зимних Олимпийских играх 2018 прошли 9, 11 и 12 февраля. Местом проведения соревнований стал ледовый дворец Каннын, расположенный в одноимённом городе. В турнире приняли участие 10 сильнейших сборных согласно квалификационному рейтингу ISU, которые завоевали олимпийские лицензии как минимум в трёх видах программы. По итогам короткой программы в финал (произвольные программы) прошли 5 лучших сборных.
Олимпийскими чемпионами предыдущего турнира являлись российские фигуристы, которые из-за допингового скандала выступили в Пхёнчхане под олимпийским флагом. Единственными российскими фигуристами, выступавшими в турнире 2014 года, были Екатерина Боброва и Дмитрий Соловьёв. Остальные либо завершили карьеру, либо были не допущены до Олимпиады в Пхёнчхане. В то же время основные конкуренты россиян, канадцы, приехали в Южную Корею почти в том же составе, с каким выступали в Сочи, имея в команде таких опытных фигуристов, как Патрик Чан, Тесса Вертью, Скотт Моир, Кэйтлин Осмонд, Меган Дюамель и Эрик Рэдфорд.
Командные соревнования начались за несколько часов до официальной церемонии открытия Игр. Золото завоевали канадские фигуристы, которые ни в одном виде командного турнира не опустились ниже третьего места. Эксперты и букмекеры также называли именно представителей страны кленового листа главными фаворитами турнира. Получив запас в три очка после первого дня соревнований, представители страны кленового листа ни разу не теряли лидерство и не подпускали близко занявших второе место россиян, выступающих под флагом МОК. Чемпионами они стали перед последним видом программы; при этом не использовали одну замену. Бронзу завоевали американские фигуристы, которые до последнего боролись с итальянцами, но в последний день командного турнира оторвались от них на шесть очков.
Этот турнир принёс первые медали Олимпиад российским фигуристкам Евгении Медведевой и Алине Загитовой, олимпийское золото канадцу Патрику Чану, собравшему ранее медали высшего достоинства со всех турниров, кроме Олимпийских игр. Также американка Мирай Нагасу сумела завоевать первую для себя медаль, хотя ещё в 2010 году была четвёртой в личных соревнованиях. Канадцы Тесса Вертью и Скотт Моир стали двукратными олимпийскими чемпионами, а спустя неделю стали трёхкратными, выиграв и турнир танцоров.

## Медалисты
| Золото | Серебро | Бронза |
| Канада · Патрик Чан · Кэйтлин Осмонд · Габриэль Дэйлман · Меган Дюамель · Эрик Рэдфорд · Тесса Вертью · Скотт Моир | ОСР · Михаил Коляда · Евгения Медведева · Алина Загитова · Евгения Тарасова · Владимир Морозов · Наталья Забияко · Александр Энберт · Екатерина Боброва · Дмитрий Соловьёв | США · Нэтан Чен · Адам Риппон · Брэди Теннелл · Мирай Нагасу · Алекса Шимека · Крис Книрим · Майя Шибутани · Алекс Шибутани |

## Новые рекорды
Следующие мировые рекорды были установлены во время командных соревнований:
| Событие                    | Фигурист              | Оценка | Дата            |
| -------------------------- | --------------------- | ------ | --------------- |
| Женщины Короткая программа | Евгения Медведева ОСР | 81,06  | 11 февраля 2018 |

Данный рекорд был побит уже 21 февраля, когда в короткой программе женского одиночного катания сначала сама Медведева показала результат 81,61, а затем другая российская фигуристка Алина Загитова набрала рекордные 82,92 балла.

## Расписание
Время местное (UTC+9)
| День | Дата       | Вид           | Программа / Танец | Программа / Танец |
| День | Дата       | Вид           | Короткая          | Произвольная      |
| ---- | ---------- | ------------- | ----------------- | ----------------- |
| 1    | 9 февраля  | Мужчины       | 10:00             |                   |
| 1    | 9 февраля  | Пары          | 11:45             |                   |
| 3    | 11 февраля | Танцы на льду | 10:00             |                   |
| 3    | 11 февраля | Женщины       | 11:45             |                   |
| 3    | 11 февраля | Пары          |                   | 13:40             |
| 4    | 12 февраля | Мужчины       |                   | 10:00             |
| 4    | 12 февраля | Женщины       |                   | 11:10             |
| 4    | 12 февраля | Танцы на льду |                   | 12:20             |

## Квалификация
В турнире приняли участие 10 сильнейших сборных согласно квалификационному рейтингу ISU, которые завоевали олимпийские лицензии как минимум в трёх видах программы. Сборная Испании, занявшая в этом рейтинге 9-е место не смогла квалифицироваться для участия в Играх поскольку получила олимпийские лицензии только в мужском катании и танцах на льду. Сборные Израиля, Японии и Южной Кореи получили квоты в трёх видах программы и получили право заявить недостающих спортсменов для участия в командных соревнованиях.
Итоговый рейтинг, по которому определялись участники командного турнира фигуристов (в таблице указаны только 20 стран из 43, у которых были квалификационные очки).
|  | Квалифицирована на Олимпиаду |
|  | Запасная                     |
|  | Не может участвовать в Играх |

| Место | Сборная          | ЧМ 2017 | ГП 2017/2018 | Очков |
| ----- | ---------------- | ------- | ------------ | ----- |
| 1     | Канада           | 3776    | 2308         | 6084  |
| 2     | ОСР              | 3533    | 2391         | 5924  |
| 3     | США              | 3021    | 2034         | 5055  |
| 4     | Япония           | 2674    | 1671         | 4345  |
| 5     | Китай            | 2724    | 1507         | 4231  |
| 6     | Италия           | 2172    | 1629         | 3801  |
| 7     | Франция          | 2076    | 1576         | 3652  |
| 8     | Германия         | 1602    | 1204         | 2806  |
| 9     | Испания          | 1222    | 636          | 1858  |
| 10    | Израиль          | 1015    | 506          | 1521  |
| 11    | Республика Корея | 1064    | 333          | 1397  |
| 12    | Австралия        | 842     | 478          | 1320  |
| 13    | Украина          | 591     | 641          | 1232  |
| 14    | Казахстан        | 764     | 453          | 1217  |
| 15    | Великобритания   | 719     | 404          | 1123  |
| 16    | Чехия            | 833     | 236          | 1069  |
| 17    | Бельгия          | 421     | 370          | 791   |
| 18    | Узбекистан       | 377     | 324          | 701   |
| 19    | Австрия          | 454     | 236          | 690   |
| 20    | Грузия           | 422     | 262          | 684   |

Помимо этого, есть также норматив, который необходимо было преодолеть всем фигуристам, принимающим участие в командном турнире. Он предусматривает, чтобы фигуристы в текущем сезоне имели результат с технической оценкой, не ниже той, что оговорена в Сообщении 2097 международного союза конькобежцев. Этот минимальный результат необходимо было получить на соревнованиях ИСУ до 29 января 2018 года.
|               | Короткая программа | Произвольная программа |
| ------------- | ------------------ | ---------------------- |
| Мужчины       | 25,00              | 45,00                  |
| Женщины       | 20,00              | 36,00                  |
| Пары          | 20,00              | 36,00                  |
| Танцы на льду | 19,00              | 29,00                  |

## Предыстория
После окончания Олимпийских игр 2014 года, проходивших в Сочи, больше половины российских фигуристов, входивших в состав победившей команды, по тем или иным причинам не смогли участвовать. Юлия Липницкая, Евгений Плющенко, Татьяна Волосожар и Максим Траньков завершили карьеру; Ксения Столбова, выступающая в паре с Фёдором Климовым, не получила разрешения участвовать на Олимпиаде, а после чемпионата мира 2014 года распалась танцевальная пара Елена Ильиных и Никита Кацалапов, которые стали выступать с другими партнёрами и не вошли в состав сборной на Олимпийские игры 2018 года. Таким образом, единственными чемпионами, отправившимися защищать титул, стали танцоры Екатерина Боброва и Дмитрий Соловьёв. В мужском одиночном катании в России одним из лидеров стал Михаил Коляда, который дважды завоевал титул чемпиона России, а также выигрывал медали крупных турниров, в том числе Финала Гран-при и чемпионата Европы, имея в своём активе сложные прыжковые элементы (в частности, четверной лутц). В женском одиночном катании после ухода Юлии Липницкой лидерство перешло к Евгении Медведевой, которая выиграла все турниры, где принимала участие с ноября 2015 по январь 2018 годов. Однако перед Олимпиадой Медведева была вынуждена пропускать соревнования из-за травм, и другая россиянка Алина Загитова вышла в лидеры, при этом именно она победила Медведеву на чемпионате Европы в Москве, который являлся последним стартом перед Олимпиадой. В спортивных парах была конкуренция между парой Тарасова / Морозов и Столбова / Климов, однако после недопуска последней на Олимпиаду, лидерами стали первые.
Ведущие канадские фигуристы, завоевав серебряные медали командного турнира в Сочи, стали брать паузы в своих карьерах. Так, одиночник Патрик Чан, завоевав два серебра, взял паузу в карьере, пропустив весь постолимпийский сезон; такое же решение приняли танцоры Тесса Вертью и Скотт Моир, завоевавшие в Сочи также две серебряные награды. После Олимпиады-2014 парники Кирстен Мур-Тауэрс и Дилан Москович стали кататься с другими партнёрами, а одиночница Кэйтлин Осмонд была вынуждена пропустить весь сезон после Олимпиады из-за травмы. Однако спустя полтора года после Олимпиады в Сочи, сильнейшие канадские фигуристы стали возвращаться: в 2015 году о возобновлении карьеры сообщил Патрик Чан, а спустя несколько месяцев Тесса Вертью и Скотт Моир сделали аналогичное заявление. Чан после возвращения продолжил побеждать и набирать высочайшие баллы, Осмонд, вылечившись от травм, завоевала серебряную медаль на чемпионате мира в Хельсинки, а Вертью и Моир выиграли его. При этом Патрик Чан хоть и занял пятое место, но сумел набрать сумму, почти равную его личному рекорду, однако до медалей не добрался из-за того, что его соперники исполняли гораздо больше четверных прыжков. Единственными фигуристами, не взявшими перерыв в карьере, стали парники Меган Дюамель и Эрик Рэдфорд, которые после сочинской Олимпиады дважды выиграли чемпионат мира.
Другие сборные были менее сбалансированы, так как имели явно слабые виды: сборная США, несмотря на сильные танцы на льду и мужское одиночное катание, отставало в женском катании и спортивных парах. К тому же, единственная американская фигуристка, выигрывавшая за последние 10 лет медаль чемпионата мира, Эшли Вагнер, не попала на Олимпиаду. Сборная Японии, имеющая сильнейших мужчин-одиночников и конкурентоспособных женщин, значительно отстаёт из-за отсутствия сильных пар, как танцевальных, так и спортивных. Таким образом, основными претендентами на золотые медали среди экспертов и букмекеров являлись именно россияне и канадцы, причём в женском одиночном катании с бо́льшей долей вероятности победить должны были россиянки, а в танцах — канадцы. Таким образом, фаворитами перед самым началом турнира были именно канадцы, а основная борьба за золото должна была развернуться в соревнованиях мужчин-одиночников. При этом букмекеры предлагали коэффициент 2,15 на победу канадцев против 2,26 на победу Олимпийских атлетов из России.

## Ход соревнований

### 9 февраля

#### Короткие программы
По итогам коротких программ пять сильнейших сборных получили право выступить в произвольной. В каждом виде программы страна смогла выставить одного спортсмена или пару. За первое место в каждом виде программы сборная получает 10 очков, за второе — 9, за третье — 8 и так далее вплоть до 1 очка за десятое место.

##### Мужчины
Соревнования начались за несколько часов до церемонии открытия с короткой программы у одиночников. Открывал соревнования в фигурном катании корее Чха Чжун Хван, который сумел обновить лучший результат в сезоне более чем на 9 баллов. Особое внимание уделялось противостоянию Патрика Чана и Михаила Коляды, так как в других видах программы за счёт превосходства россиян в женском одиночном катании и канадцев в танцах на льду, основная борьба за золото должна была развернуться как раз среди мужчин-одиночников. После окончания выступления первой группы участников, тройка лидеров оказалась очень плотно друг к другу расположена (между ними было всего 67 сотых балла). В сильнейшей группе участников первым на лёд вышел канадец Патрик Чан, и во время выступления допустил две грубейших ошибки: падения с четверного тулупа и тройного акселя, помимо этого второй прыжок в каскаде оказался лишь двойным; однако за счёт высокого мастерства катания он занял промежуточное первое место. Выступающий вслед за ним израильтянин Алексей Быченко сумел чисто откатать свою программу и обновил своё лучшее достижение в сезоне, набрав больше 88 баллов. Следующие два спортсмена (Нэтан Чен и Михаил Коляда) заявили очень сложные прыжки: по два четверных прыжка, один из которых — лутц, однако оба не справились с программами и уступили даже основному конкуренту Патрику Чану, представляющему Канаду — именно эта сборная являлась фаворитом перед началом турнира. Однако россиянин уступил не только канадцу, но и всей тройке лидеров в первой группе, таким образом проиграв не одно место, а целых пять. Выиграл короткую программу выступавший последним японец Сёма Уно, а Коляда стал лишь восьмым. Таким образом канадцы получили преимущество в пять мест и стали единоличными фаворитами турнира.
| Место | Спортсмен       | Страна           | Баллы             | Баллы               | Баллы    | Сумма баллов | Командные очки |
| Место | Спортсмен       | Страна           | Сумма за элементы | Сумма за компоненты | Снижения | Сумма баллов | Командные очки |
| ----- | --------------- | ---------------- | ----------------- | ------------------- | -------- | ------------ | -------------- |
| 1     | Сёма Уно        | Япония           | 56,64             | 46,61               | 0,00     | 103,25       | 10             |
| 2     | Алексей Быченко | Израиль          | 47,59             | 40,90               | 0,00     | 88,49        | 9              |
| 3     | Патрик Чан      | Канада           | 38,56             | 45,10               | -2,00    | 81,66        | 8              |
| 4     | Нэтан Чен       | США              | 37,73             | 43,88               | -1,00    | 80,61        | 7              |
| 5     | Маттео Риццо    | Италия           | 40,60             | 37,17               | 0,00     | 77,77        | 6              |
| 6     | Чха Чжун Хван   | Республика Корея | 40,71             | 36,99               | 0,00     | 77,70        | 5              |
| 7     | Янь Хань        | Китай            | 38,28             | 40,82               | -2,00    | 77,10        | 4              |
| 8     | Михаил Коляда   | ОСР              | 33,75             | 42,61               | -2,00    | 74,36        | 3              |
| 9     | Пауль Фенц      | Германия         | 34,54             | 33,78               | -2,00    | 66,32        | 2              |
| 10    | Шафик Бессегье  | Франция          | 26,93             | 34,13               | 0,00     | 61,06        | 1              |

Короткая программа, мужчины — протокол результатов (англ.)

##### Спортивные пары
После окончания соревнований в короткой программе у мужчин на лёд вышли спортивные пары. Японская пара Миу Судзаки и Рюити Кихара сумели обновить свой лучший результат в сезоне. Первыми среди фаворитов катались американцы Алекса Шимека-Книрим и Крис Книрим, которые очень чисто исполнили программу и долго были лидерами, обновив личный лучший результат в сезоне. Их не смогли обойти ни французы Ванесса Джеймс и Морган Сипре, ни китайцы Сяоюй Юй и Хао Чжан. Только представители последней группы фигуристов оказались лучше: сначала чисто откатались канадцы Меган Дюамель и Эрик Рэдфорд. Катающиеся следом немцы Алёна Савченко и Бруно Массо имели шанс их обойти и «отнять» очки у канадцев, однако Алёна не смогла удержаться на выезде с выброса и пара оказалась на втором месте. Последними короткую программу исполняли Евгения Тарасова и Владимир Морозов, которые откатались безошибочно и с личным рекордом заняли первое место, однако отыграть смогли лишь одно место.
| Место | Спортсмены                             | Страна           | Баллы             | Баллы               | Баллы    | Сумма баллов | Командные очки |
| Место | Спортсмены                             | Страна           | Сумма за элементы | Сумма за компоненты | Снижения | Сумма баллов | Командные очки |
| ----- | -------------------------------------- | ---------------- | ----------------- | ------------------- | -------- | ------------ | -------------- |
| 1     | Евгения Тарасова / Владимир Морозов    | ОСР              | 43,78             | 37,14               | 0,00     | 80,92        | 10             |
| 2     | Меган Дюамель / Эрик Рэдфорд           | Канада           | 41,08             | 35,49               | 0,00     | 76,57        | 9              |
| 3     | Алёна Савченко / Бруно Массо           | Германия         | 39,33             | 37,03               | -1,00    | 75,36        | 8              |
| 4     | Алекса Шимека / Крис Книрим            | США              | 38,41             | 31,34               | 0,00     | 69,75        | 7              |
| 5     | Юй Сяоюй / Чжан Хао                    | Китай            | 37,20             | 32,97               | -1,00    | 69,17        | 6              |
| 6     | Ванесса Джеймс / Морган Сипре          | Франция          | 34,66             | 33,83               | 0,00     | 68,49        | 5              |
| 7     | Николь Делла Моника / Маттео Гуаризе   | Италия           | 35,73             | 31,89               | 0,00     | 67,62        | 4              |
| 8     | Миу Судзаки / Рюити Кихара             | Япония           | 32,13             | 25,29               | 0,00     | 57,42        | 3              |
| 9     | Пейдж Коннерс / Евгений Краснопольский | Израиль          | 30,70             | 24,77               | -1,00    | 54,47        | 2              |
| 10    | Ким Гю Ын / Алекс Кам Ган Чхан         | Республика Корея | 27,70             | 24,40               | 0,00     | 52,10        | 1              |

Короткая программа, пары — протокол результатов (англ.)
После окончания первого дня соревнований, на первом месте были фигуристы из Канады с весомым преимуществом в три очка после двух видов соревнований.
| Место | Сборная | Количество очков |
| ----- | ------- | ---------------- |
| 1     | Канада  | 17               |
| 2     | США     | 14               |
| 3     | Япония  | 13               |
| 4     | ОСР     | 13               |

### 11 февраля

#### Короткие программы

##### Танцы на льду
Короткий танец продолжил программу командного турнира утром 11 февраля, таким образом, у фигуристов был один день на отдых. Явными фаворитами в этом виде являлись канадцы Тесса Вертью и Скотт Моир, которые не опускались ниже второго места ни на одном международном соревновании с 2010 года. Россияне Екатерина Боброва и Дмитрий Соловьёв должны были постараться как можно меньше проиграть канадцам, при этом не уступив никому среди остальных пар, хотя американская пара является бо́льшим фаворитом, чем спортсмены из России. Так в итоге и случилось, канадцы заняли первое место, увеличив свой отрыв ещё на два очка, а американцы всё ещё не уступали своё второе место.
| Место | Спортсмены                           | Страна           | Баллы             | Баллы               | Баллы    | Сумма баллов | Командные очки |
| Место | Спортсмены                           | Страна           | Сумма за элементы | Сумма за компоненты | Снижения | Сумма баллов | Командные очки |
| ----- | ------------------------------------ | ---------------- | ----------------- | ------------------- | -------- | ------------ | -------------- |
| 1     | Тесса Вертью / Скотт Моир            | Канада           | 41,61             | 38,90               | 0,00     | 80,51        | 10             |
| 2     | Майя Шибутани / Алекс Шибутани       | США              | 38,42             | 37,04               | 0,00     | 75,46        | 9              |
| 3     | Екатерина Боброва / Дмитрий Соловьёв | ОСР              | 38,11             | 36,65               | 0,00     | 74,76        | 8              |
| 4     | Анна Каппеллини / Лука Ланотте       | Италия           | 37,31             | 36,20               | -1,00    | 72,51        | 7              |
| 5     | Кана Мурамото / Крис Рид             | Япония           | 32,17             | 29,98               | 0,00     | 62,15        | 6              |
| 6     | Мари-Жад Лорио / Ромен Ле Гак        | Франция          | 29,08             | 28,86               | 0,00     | 57,94        | 5              |
| 7     | Ван Шиюэ / Лю Синьюй                 | Китай            | 27,75             | 29,23               | 0,00     | 56,98        | 4              |
| 8     | Кавита Лоренц / Панайотис Полицоакис | Германия         | 28,97             | 27,91               | 0,00     | 56,88        | 3              |
| 9     | Мин Ю Ра / Александр Гамелин         | Республика Корея | 24,88             | 27,09               | 0,00     | 51,97        | 2              |
| 10    | Адель Танкова / Рональд Зильберберг  | Израиль          | 22,32             | 22,29               | 0,00     | 44,61        | 1              |

Короткий танец — протокол результатов (англ.)

##### Женщины
Короткая программа у женщин продолжила второй соревновательный день. За Израиль участвовала Эйми Бьюкенен, заявленная только на командные соревнования. Она сумела улучшить свой лучший результат в сезоне, но при этом осталась последней. Также улучшила результат сезона кореянка Чхве Дабин. Обе команды-фавориты должны были выбирать, кого из своих лучших фигуристов выставить: у канадцев есть Кэйтлин Осмонд и Габриэль Дэйлман, а у Олимпийских спортсменов из России Евгения Медведева и Алина Загитова. В итоге выбор пал на Осмонд и Медведеву соответственно. Американка Брэди Теннелл показала свой лучший результат в сезоне, но уступила японке Сатоко Мияхаре одну сотую балла. Затем в споры за высокие места вмешалась итальянка Каролина Костнер, которая после ошибок Осмонд сумела её обойти. Канадка допустила много помарок, в том числе на первом каскаде (касание ногой при приземлении с первого прыжка). Таким образом, россияне «нейтрализовали» преимущество, добытое канадскими танцорами, однако три балла запаса у них ещё осталось.
| Место | Спортсменка       | Страна           | Баллы             | Баллы               | Баллы    | Сумма баллов | Командные очки |
| Место | Спортсменка       | Страна           | Сумма за элементы | Сумма за компоненты | Снижения | Сумма баллов | Командные очки |
| ----- | ----------------- | ---------------- | ----------------- | ------------------- | -------- | ------------ | -------------- |
| 1     | Евгения Медведева | ОСР              | 42,83             | 38,23               | 0,00     | 81,06 WR     | 10             |
| 2     | Каролина Костнер  | Италия           | 36,96             | 38,14               | 0,00     | 75,10        | 9              |
| 3     | Кэйтлин Осмонд    | Канада           | 35,10             | 36,28               | 0,00     | 71,38        | 8              |
| 4     | Сатоко Мияхара    | Япония           | 34,33             | 34,62               | 0,00     | 68,95        | 7              |
| 5     | Брэди Теннелл     | США              | 38,94             | 30,00               | 0,00     | 68,94        | 6              |
| 6     | Чхве Дабин        | Республика Корея | 37,16             | 28,57               | 0,00     | 65,73        | 5              |
| 7     | Ли Сяннин         | Китай            | 32,65             | 25,97               | 0,00     | 58,62        | 4              |
| 8     | Николь Шотт       | Германия         | 29,35             | 26,97               | -1,00    | 55,32        | 3              |
| 9     | Маэ Беренис Мейте | Франция          | 22,79             | 24,83               | -1,00    | 46,62        | 2              |
| 10    | Эйми Бьюкенен     | Израиль          | 25,07             | 21,23               | 0,00     | 46,30        | 1              |

Короткая программа, женщины — протокол результатов (англ.)

#### Произвольные программы
В произвольных программах пять лучших сборных продолжают соревнования с теми очками, которые они набрали по итогам коротких программ. Сборные, имеющие более одной лицензии в личных соревнованиях, имеют право произвести не более двух замен на произвольную программу. Олимпийскими призёрами становятся все фигуристы, выступавшие в командных соревнованиях. Тем не менее, ИСУ имеет помимо термина «замена» (англ. Exchange) также термин «перезаявка» (англ. Replacement), причём первый означает простую замену после коротких программ максимум двух фигуристов и/или пар, а перезаявить можно только в срочном порядке по медицинским показаниям; при этом любые перезаявки можно было производить только до 6 февраля, 10 часов утра по местному времени. Фигуристы, которые были «отзаявлены», теряют аккредитацию и право её снова получить.

##### Спортивные пары
Второй соревновательный день завершался соревнованиями у спортивных пар. Замены произвели две сборные — Италии и Олимпийских спортсменов из России. Причём выступающие в командном турнире россияне Наталья Забияко и Александр Энберт изначально не должны были здесь выступать: выбирать планировалось между парами Евгения Тарасова и Владимир Морозов, и Ксения Столбова и Фёдор Климов, но Ксения не была допущена к выступлениям на Играх в Пхёнчхане. Забияко и Энберт допустили грубые ошибки в своём прокате, и сумели обойти лишь американцев и японцев. Итальянцы Валентина Маркеи и Ондржей Готарек исполнили свою лучшую произвольную программу в сезоне.
| Место | Спортсмены                         | Страна | Баллы             | Баллы               | Баллы    | Сумма баллов | Командные очки |
| Место | Спортсмены                         | Страна | Сумма за элементы | Сумма за компоненты | Снижения | Сумма баллов | Командные очки |
| ----- | ---------------------------------- | ------ | ----------------- | ------------------- | -------- | ------------ | -------------- |
| 1     | Меган Дюамель / Эрик Рэдфорд       | Канада | 77,26             | 71,25               | 0,00     | 148,51       | 10             |
| 2     | Валентина Маркеи / Ондржей Готарек | Италия | 72,02             | 67,42               | -1,00    | 138,44       | 9              |
| 3     | Наталья Забияко / Александр Энберт | ОСР    | 68,06             | 66,22               | -1,00    | 133,28       | 8              |
| 4     | Алекса Шимека / Крис Книрим        | США    | 64,82             | 62,74               | -1,00    | 126,56       | 7              |
| 5     | Миу Судзаки / Рюити Кихара         | Япония | 49,24             | 49,43               | -1,00    | 97,67        | 6              |

Произвольная программа, пары — протокол результатов (англ.)
Перед последним днём командного турнира у канадцев было весомое преимущество в шесть очков.
| Место | Сборная | Количество очков |
| ----- | ------- | ---------------- |
| 1     | Канада  | 45               |
| 2     | ОСР     | 39               |
| 3     | США     | 36               |
| 4     | Италия  | 35               |
| 5     | Япония  | 32               |

### 12 февраля

#### Произвольные программы
После заключительного вида соревнований в предпоследний день, пара, представляющая олимпийских спортсменов из России, Наталья Забияко и Александр Энберт оказалась ниже итальянцев и канадцев, которые с большой долей вероятности лишили россиян шансов на золото: теперь одиночникам в произвольных программах необходимо было выигрывать их, канадцам же становиться последними, и даже такой расклад не гарантировал победу россиянам.

##### Мужчины
Соревнования в заключительный день, 12 февраля, начались утром в 10 часов по местному времени. Россиянин Михаил Коляда был оставлен для исполнения произвольной программы несмотря на провал в короткой, и выступал он первым. Падения избежать ему не удалось, однако он исполнил сложные элементы и набрал более 173 очков. Итальянец Маттео Риццо не владел сложной программой, и это не позволило ему обойти Коляду, несмотря на то, что он чисто откатался. За сборную США следом катался Адам Риппон, заменивший Нэтана Чена, который исполнял короткую программу. Адам катался чисто, однако обойти Коляду не смог, уступив ему меньше балла. Канадцы замену производить не стали и за сборную кленового листа выступал Патрик Чан. Ему удалось идеально исполнить два четверных прыжка, и даже несмотря на падение с акселя в середине программы, он с уверенным преимуществом опередил Коляду и ещё больше упрочил лидерство своей команды, при этом сумма 179,75 балла стала для канадца лучшей в сезоне. Японец Кэйдзи Танака, сменивший Сёма Уно, помимо несложной программы допускал серьёзные ошибки, и в итоге стал лишь последним. Таким образом, Канада добыла в мужских соревнованиях максимальное количество очков. Сборная Италии благодаря тому, что Риццо не проиграл много Риппону, ещё сохраняла шансы на бронзовые медали.
| Место | Спортсмен     | Страна | Баллы             | Баллы               | Баллы    | Сумма баллов | Командные очки |
| Место | Спортсмен     | Страна | Сумма за элементы | Сумма за компоненты | Снижения | Сумма баллов | Командные очки |
| ----- | ------------- | ------ | ----------------- | ------------------- | -------- | ------------ | -------------- |
| 1     | Патрик Чан    | Канада | 87,67             | 93,08               | -1,00    | 179,75       | 10             |
| 2     | Михаил Коляда | ОСР    | 88,35             | 86,22               | -1,00    | 173,57       | 9              |
| 3     | Адам Риппон   | США    | 86,20             | 86,78               | 0,00     | 172,98       | 8              |
| 4     | Маттео Риццо  | Италия | 78,77             | 77,34               | 0,00     | 156,11       | 7              |
| 5     | Кэйдзи Танака | Япония | 72,02             | 77,34               | -1,00    | 148,36       | 6              |

Произвольная программа, мужчины — протокол результатов (англ.)

##### Женщины
Вслед за мужчинами, свои произвольные программы представили женщины. Мираи Нагасу в своей программе исполнила очень сложный элемент — тройной аксель, который женщины исполняют крайне редко. Это ей позволило набрать больше 137 баллов, улучшив свой лучший результат в сезоне более чем на 8 баллов и обойдя катавшуюся следом японку Каори Сакамото (фигуристка сменила свою соотечественницу Сатоко Мияхару), а после того, как итальянка Каролина Костнер несмотря на высокие компоненты (Нагасу всем проиграла оценкой за компоненты, а Костнер стала второй по этому показателю) не смогла обойти Нагасу, то судьба бронзовых медалей уже была решена. Вслед за ними программу исполняла канадка Габриэль Дэйлман, которая чисто исполнила программу и улучшила свой результат в сезоне на 11 баллов, но не смогла обойти Нагасу, уступив ей несколько сотых. Несмотря на это, преимущество канадцев сократилось до 5 очков, а в оставшемся виде (танцах на льду) отыграть можно было максимум четыре. Таким образом, ещё до проката россиянки Алины Загитовой, фигуристы сборной Канады стали олимпийскими чемпионами. Тем не менее, фигуристка, представляющая команду Олимпийских спортсменов из России, исполнила свою программу идеально, обойдя Нагасу более чем на 20 баллов.
| Место | Спортсменка      | Страна | Баллы             | Баллы               | Баллы    | Сумма баллов | Командные очки |
| Место | Спортсменка      | Страна | Сумма за элементы | Сумма за компоненты | Снижения | Сумма баллов | Командные очки |
| ----- | ---------------- | ------ | ----------------- | ------------------- | -------- | ------------ | -------------- |
| 1     | Алина Загитова   | ОСР    | 83,06             | 75,02               | 0,00     | 158,08       | 10             |
| 2     | Мирай Нагасу     | США    | 73,38             | 64,15               | 0,00     | 137,53       | 9              |
| 3     | Габриэль Дэйлман | Канада | 68,86             | 68,28               | 0,00     | 137,14       | 8              |
| 4     | Каролина Костнер | Италия | 59,73             | 74,27               | 0,00     | 134,00       | 7              |
| 5     | Каори Сакамото   | Япония | 65,51             | 66,40               | 0,00     | 131,91       | 6              |

Произвольная программа, женщины — протокол результатов (англ.)

##### Танцы на льду
Как и четыре года назад, перед последним стартом в командных соревнованиях уже был известен победитель. Олимпийские чемпионы 2010 года Тесса Вертью и Скотт Моир добавили в свою коллекцию второе золото, выиграв произвольный танец в командных соревнованиях с суммой 118,10 балла. Вторыми стали Майя и Алекс Шибутани, которые несмотря на то, что оказались выше россиян Екатерины Бобровой и Дмитрия Соловьёва, догнать сборную Олимпийских спортсменов из России не смогли. Чемпионы мира 2014 года Анна Каппеллини и Лука Ланотте заняли лишь четвёртое место, а японская пара Кана Мурамото и Крис Рид оказались единственными, кто не смог обойтись без падений и заняли последнее место с суммой менее чем 100 баллов.
| Место | Спортсмены                           | Страна | Баллы             | Баллы               | Баллы    | Сумма баллов | Командные очки |
| Место | Спортсмены                           | Страна | Сумма за элементы | Сумма за компоненты | Снижения | Сумма баллов | Командные очки |
| ----- | ------------------------------------ | ------ | ----------------- | ------------------- | -------- | ------------ | -------------- |
| 1     | Тесса Вертью / Скотт Моир            | Канада | 59,25             | 58,85               | 0,00     | 118,10       | 10             |
| 2     | Майя Шибутани / Алекс Шибутани       | США    | 56,41             | 55,60               | 0,00     | 112,01       | 9              |
| 3     | Екатерина Боброва / Дмитрий Соловьёв | ОСР    | 54,72             | 55,71               | 0,00     | 110,43       | 8              |
| 4     | Анна Каппеллини / Лука Ланотте       | Италия | 52,70             | 54,30               | 0,00     | 107,00       | 7              |
| 5     | Кана Мурамото / Крис Рид             | Япония | 44,69             | 44,19               | -1,00    | 87,88        | 6              |

Произвольный танец — протокол результатов (англ.)

### Итоговая таблица
Канадцы стали олимпийскими чемпионами, произведя меньше всех замен, поэтому чемпионов у страны кленового листа меньше, чем было у России четыре года назад. Екатерина Боброва и Дмитрий Соловьёв оказались единственными фигуристами, которые представляли страну на командном турнире в Сочи (и на прошлой Олимпиаде вообще). Патрик Чан добавил в свою коллекцию недостающее золото, став первым олимпийским чемпионом среди одиночников Канады, Меган Дюамель и Эрик Рэдфорд на последней для себя Олимпиаде также смогли добиться самого крупного достижения в своей карьере. Первые медали Олимпиад завоевали молодые россиянки Евгения Медведева и Алина Загитова и также американец Нэтан Чен, а опытная представительница США Мирай Нагасу спустя восемь лет после четвёртого места на турнире женщин сумела завоевать олимпийскую медаль.
| Место | Страна           | Короткая программа | Короткая программа | Короткая программа | Короткая программа | Короткая программа | Произвольная программа | Произвольная программа | Произвольная программа | Произвольная программа | Произвольная программа | Сумма баллов |
| Место | Страна           | М                  | Ж                  | СП                 | Т                  | Всего              | М                      | Ж                      | СП                     | Т                      | Всего                  | Сумма баллов |
| ----- | ---------------- | ------------------ | ------------------ | ------------------ | ------------------ | ------------------ | ---------------------- | ---------------------- | ---------------------- | ---------------------- | ---------------------- | ------------ |
| 1     | Канада           | 8                  | 8                  | 9                  | 10                 | 35                 | 10                     | 8                      | 10                     | 10                     | 38                     | 73           |
| 2     | ОСР              | 3                  | 10                 | 10                 | 8                  | 31                 | 9                      | 10                     | 8                      | 8                      | 35                     | 66           |
| 3     | США              | 7                  | 6                  | 7                  | 9                  | 29                 | 8                      | 9                      | 7                      | 9                      | 33                     | 62           |
| 4     | Италия           | 6                  | 9                  | 4                  | 7                  | 26                 | 7                      | 7                      | 9                      | 7                      | 30                     | 56           |
| 5     | Япония           | 10                 | 7                  | 3                  | 6                  | 26                 | 6                      | 6                      | 6                      | 6                      | 24                     | 50           |
| 6     | Китай            | 4                  | 4                  | 6                  | 4                  | 18                 | Не прошли в финал      | Не прошли в финал      | Не прошли в финал      | Не прошли в финал      | Не прошли в финал      | 18           |
| 7     | Германия         | 2                  | 3                  | 8                  | 3                  | 16                 | Не прошли в финал      | Не прошли в финал      | Не прошли в финал      | Не прошли в финал      | Не прошли в финал      | 16           |
| 8     | Израиль          | 9                  | 1                  | 2                  | 1                  | 13                 | Не прошли в финал      | Не прошли в финал      | Не прошли в финал      | Не прошли в финал      | Не прошли в финал      | 13           |
| 9     | Республика Корея | 5                  | 5                  | 1                  | 2                  | 13                 | Не прошли в финал      | Не прошли в финал      | Не прошли в финал      | Не прошли в финал      | Не прошли в финал      | 13           |
| 10    | Франция          | 1                  | 2                  | 5                  | 5                  | 13                 | Не прошли в финал      | Не прошли в финал      | Не прошли в финал      | Не прошли в финал      | Не прошли в финал      | 13           |

Олимпийские чемпионы 2018 года в командных соревнованиях